# Jana Oľhová
Jana Oľhová (ur. 31 grudnia 1959 w Myjavie) – słowacka aktorka.
Studiowała aktorstwo w Wyższej Szkole Sztuk Scenicznych w Bratysławie.
W 2008 roku otrzymała nagrodę Slnko v sieti dla najlepszej aktorki drugoplanowej za rolę w filmie Muzika.
W 2023 otrzymała Krištáľové krídlo, a w 2022 roku została odznaczona Orderem Ľudovíta Štúra II klasy.

## Filmografia (wybór)
- 1983: Tisícročná včela
- 2003: Želary
- 2008: Bathory
- 2008: Muzika
- 2010: Odsúdené – serial telewizyjny
- 2010: Přežít svůj život
- 2011: Dom
- 2013: Dakujem, dobre
- 2013–2017: Búrlivé víno – serial telewizyjny
- 2015: Sedmero krkavců
- 2017: Křižáček